# الدوري الشمالي لكرة القدم 1907–08
الدوري الشمالي لكرة القدم 1907–08 (بالإنجليزية: 1907–08 Northern Football League)‏ هو موسم من الدوري الشمالي لكرة القدم ‏. فاز فيه South Bank F.C. ‏.